# Медведівська сільська рада (Чорноморський район)
Медведівська сільська́ ра́да — адміністративно-територіальна одиниця та орган місцевого самоврядування в Чорноморському районі Автономної Республіки Крим. Адміністративний центр — село Медведеве.

## Загальні відомості
- Населення ради: 2 062 особи (станом на 2001 рік)

## Населені пункти
Сільській раді підпорядковані населені пункти:
- с. Медведеве
- с-ще Озерівка

## Склад ради
Рада складалася з 16 депутатів та голови.
- Голова ради: Ткаченко Ігор Валентинович
- Секретар ради: Новосьолова Ольга Володимірівна

### Керівний склад попередніх скликань
| Прізвище, ім'я, по батькові | Основні відомості                                                 | Дата обрання | Дата звільнення |
| --------------------------- | ----------------------------------------------------------------- | ------------ | --------------- |
| Букар Олександр Миколайович | Сільський голова, 1951 року народження, безпартійний              | 26.03.2006   | 10.04.2008      |
| Ткаченко Ігор Валентинович  | Сільський голова, 1968 року народження, освіта вища, безпартійний | 30.11.2008   | 31.10.2010      |
| Ткаченко Ігор Валентинович  | Сільський голова, 1968 року народження, освіта вища, безпартійний | 31.10.2010   |                 |

Примітка: таблиця складена за даними сайту Верховної Ради України

### Депутати
За результатами місцевих виборів 2010 року депутатами ради стали:

#### За суб'єктами висування
| Суб'єкт висування                 | Кількість обраних депутатів | %    |
| --------------------------------- | --------------------------- | ---- |
| Партія регіонів                   | 8                           | 50   |
| Самовисування                     | 4                           | 25   |
| Комуністична партія України       | 3                           | 18,8 |
| Політична партія «Руська Єдність» | 1                           | 6,3  |

#### За округами
| № округу                          | Прізвище, ім'я, по батькові     | Дата визнання обраним | Освіта  | Партійна приналежність            | Відомості про обраного депутата                    |
| --------------------------------- | ------------------------------- | --------------------- | ------- | --------------------------------- | -------------------------------------------------- |
| Комуністична партія України       |                                 |                       |         |                                   |                                                    |
| 8                                 | Анісімова Валентина Іванівна    | 02.11.2010            | вища    | член Комуністичної партії України | Медведівська сільська рада, секретар               |
| 14                                | Максудова Лілія Наріманівна     | 02.11.2010            | середня | позапартійна                      | Медведівська лікарська амбулаторія, медична сестра |
| 16                                | Личьов Дмитро Анатолійович      | 02.11.2010            | середня | позапартійний                     | ООО СПХ «Прибрежна», бригадир ОТФ                  |
| Партія регіонів                   |                                 |                       |         |                                   |                                                    |
| 2                                 | Баришніков Олег Анолійович      | 02.11.2010            | вища    | член Партії регіонів              | тимчасово не працює                                |
| 3                                 | Помазан Наталія Миколаївна      | 02.11.2010            | вища    | член Партії регіонів              | пенсіонер                                          |
| 4                                 | Пічушкіна Ірина Геннадіївна     | 02.11.2010            | вища    | член Партії регіонів              | Медведівська загальносвітня школа, вчитель         |
| 7                                 | Хаджимба Володимир Шолодянович  | 02.11.2010            | вища    | член Партії регіонів              | приватний підприємець                              |
| 9                                 | Похвала Віра Вікторівна         | 02.11.2010            | вища    | член Партії регіонів              | тимчасово не працює                                |
| 10                                | Алієв Жафер Казімович           | 02.11.2010            | середня | член Партії регіонів              | тимчасово не працює                                |
| 11                                | Веселова Світлана Леонідівна    | 02.11.2010            | вища    | член Партії регіонів              | пенсіонер                                          |
| 12                                | Серебрякова Ольга Вікторівна    | 02.11.2010            | вища    | член Партії регіонів              | пенсіонер, завідуча аптеки                         |
| Політична партія «Руська Єдність» |                                 |                       |         |                                   |                                                    |
| 6                                 | Строй Ольга Миколаївна          | 02.11.2010            | вища    | позапартійна                      | Медведівська загальносвітня школа, вчитель         |
| Самовисування                     |                                 |                       |         |                                   |                                                    |
| 1                                 | Созінова Ольга Брониславівна    | 02.11.2010            | вища    | позапартійна                      | ООО СПХ «Прибрежна», головний економіст            |
| 5                                 | Богомазов Юрій Сергійович       | 02.11.2010            | вища    | позапартійний                     | ДП АФ"Прибрежна", старший лікар                    |
| 13                                | Сайдаметов Садик Ісламович      | 02.11.2010            | середня | позапартійний                     | Медведівська сільська рада, землевпорядник         |
| 15                                | Новосьолова Ольга Володимирівна | 02.11.2010            | вища    | позапартійна                      | ООО СПХ «Прибрежна», начальник відділу кадрів      |